# Burgreste Rockenbusch

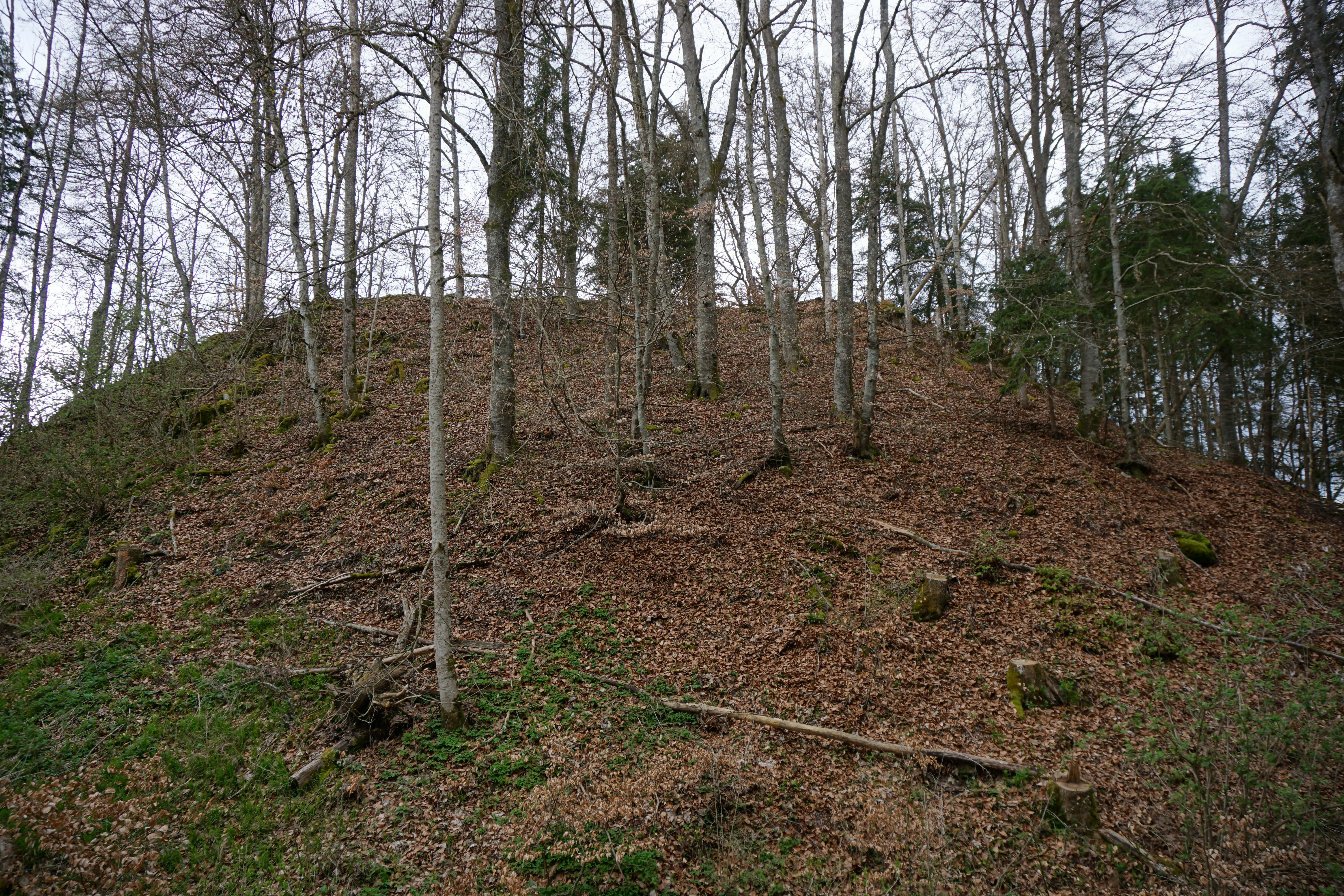
Der Rockenbusch

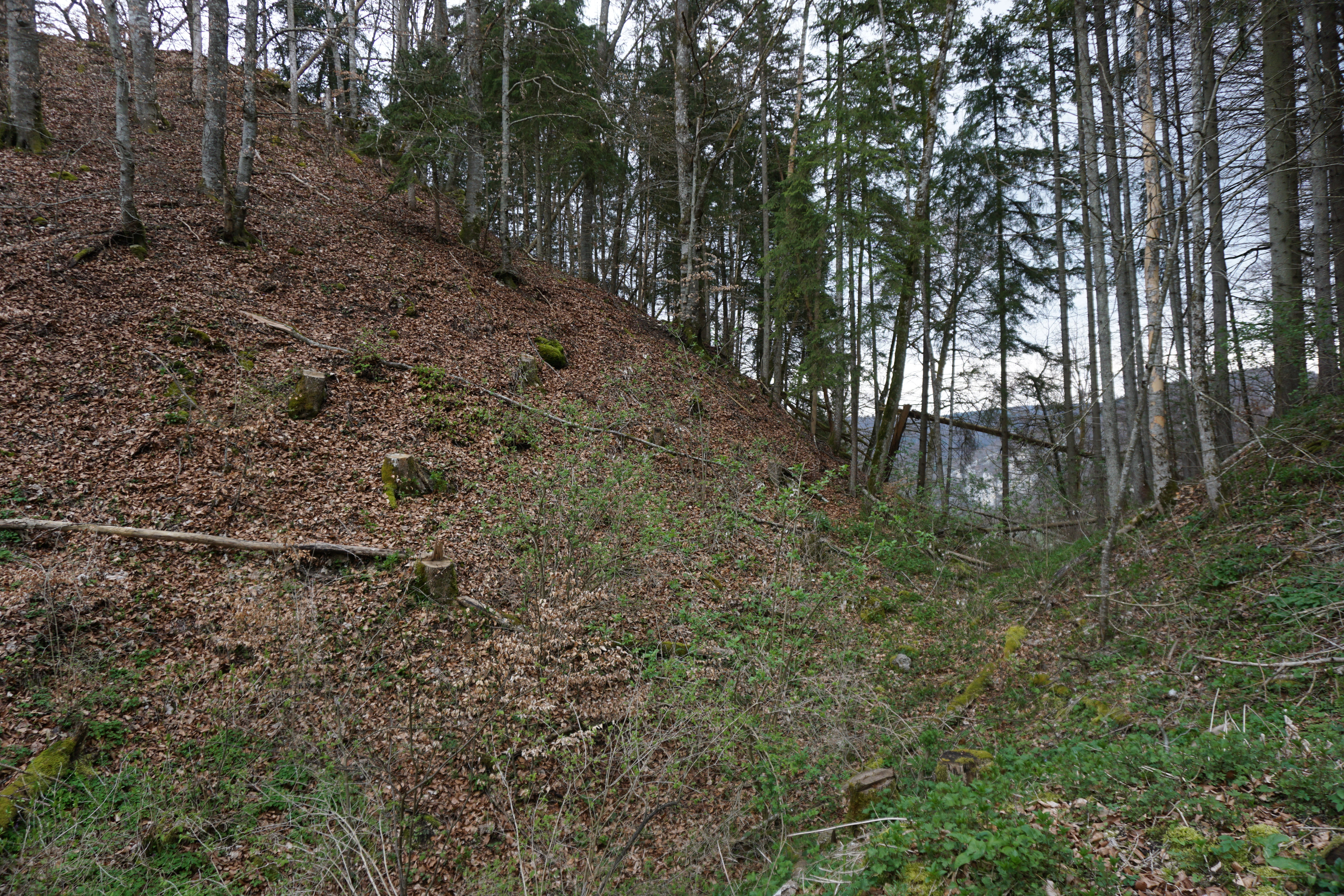
Rockenbusch, Wall-/Burggraben

Burgreste Rockenbusch, auch Roggenbusch, bezeichnet die Ruine einer Höhenburg auf einer steilen Kuppe des „Rockenbusch“ bei 745 m ü. NN 2000 Meter nordwestlich der Gemeinde Buchheim im Landkreis Tuttlingen in Baden-Württemberg. 
Von der auf einem 200 Quadratmeter großen Burgplateau gelegenen Burg sind nur noch geringe Mauerreste vorhanden. Ehemalige Besitzer sollen die Freiherren von Enzberg gewesen sein. 